# Encheliophis homei
Encheliophis homei è una specie di pesce simile all'anguilla della famiglia dei Carapidae. Questo tipo di pesce vive all'interno del celoma dei cetrioli di mare come il Bohadschia argus, il Thelenota ananas e lo Stichopus chrononotus. È originario delle aree tropicali e subtropicali dell'Oceano Indo-Pacifico.

## Descrizione
Encheliophis homei è un pesce snello che raggiunge una lunghezza massima di 19 cm (7,5 in) . Il corpo è trasparente e sull'addome, che contiene una grande vescica natatoria, si trovano melanofori e chiazze argentate. Ha una mascella superiore libera e mobile, piccoli denti conici, occhi grandi e può avere dalle 116 alle 128 vertebre. La pinna dorsale di forma allungata ha da 33 a 38 raggi molli e la pinna anale da 53 a 61. Sono inoltre presenti un paio di pinne pettorali ma nessuna pinna pelvica.

## Biologia
Da adulto, E. homei vive nella cavità corporea di un cetriolo di mare. Entra ed esce dal celoma attraverso l'ano, anche se talvolta può proseguire fino all'albero respiratorio e in un caso è stato trovato anche nell'intestino. Non si sa molto sul suo ciclo vitale, anche se è certa l'esistenza di uno stadio larvale planctonico. Questa larva si deposita sul fondale e cerca un ospite di cetriolo di mare, nel quale subisce la metamorfosi in un novellame. Una certa competizione tra Encheliophis homei e un altro pesce a lui strettamente imparentato, il Carapus boraborensis, nasce per la "proprietà" del cetriolo di mare ospite. Per questo motivo il C. boraborensis tende a mordere la coda degli esemplari giovani di  E. homei con cui si trova in competizione, portando al ritrovamento dei loro resti tra i contenuti dello stomaco dell'aggressore.
Dopo essere stato in acque libere, il pesce non ritorna necessariamente all'ospite originale e non mostra alcuna preferenza riguardo alla specie di cetriolo di mare che utilizza come ospite. Prima di entrare perlustra più volte la superficie esterna del cetriolo di mare "annusandolo", quindi becca o picchietta con il muso intorno all'area dell'ano prima di entrare nell'ospite, cosa che di solito fa prima con la testa.
Un tempo si pensava che Encheliophis homei fosse solamente un parassita del cetriolo di mare ospite, ma l'esame del contenuto del suo stomaco ha dimostrato che anche anfipodi, gamberetti e piccoli pesci sono inclusi nella sua dieta; questo dimostra che deve uscire dal suo ospite, probabilmente di notte, per cercare cibo.

## Distribuzione
Encheliophis homei è originario dell'Oceano Indo-Pacifico. Il suo areale si estende dal Mar Rosso e dalla costa dell'Africa orientale alle Isole della Società, a Taiwan e all'Australia settentrionale e orientale e probabilmente verso sud fino alla Tasmania. È possibile trovarlo fino alla profondità di 30 m.

## Etimologia
I suoi nomi specifici onorano il chirurgo e naturalista inglese Everard Home (1756-1832) che potrebbe aver raccolto questo tipo di specie lungo le coste dell'Australia e della Cina.